# Kawash Haidari
Kawash Haidari (Dari: کاوش حیدری, * 10. März 1992 in Kabul, Afghanistan) ist ein afghanischer Fußball- und Beachsoccertorwart, der aktuell beim afghanischen Erstligisten Oqaban Hindukush unter Vertrag steht.

## Leben
Haidari kam 1992 in der afghanischen Hauptstadt Kabul zur Welt und wuchs dort auch auf. Bis 2009 besuchte er die Azad Khana High School und ging danach bis 2012 in die Higher Education Institute of Karwan. Seit 2013 studiert er an der Karwan-Universität.

## Fußballerkarriere

### Vereinskarriere
Während seiner Zeit bei der Azad Khana High School spielte Haidari in der Fußballmannschaft der Schule. Seit der Saison 2012 spielt er beim Saramyasht FC in der neu gegründeten Kabul Premier League.
Über die Castingshow Maidan e Sabz empfahl er sich 2012 für die neu gegründete Afghan Premier League und unterschrieb beim Kabuler Verein Shaheen Asmayee. Sein Debüt in der APL gab er am 18. September 2012 beim Spiel gegen De Maiwand Atalan (1:3). In seinem zweiten Spiel gegen De Spinghar Bazan (0:1) kassierte der Torwart durch Mujtaba Faiz das erste Eigentor in der afghanischen Ligageschichte. Nach den beiden Spielen stand das Ausscheiden der Mannschaft, die als Favorit ins Turnier gestartet war, bereits nach der Gruppenphase fest; daher spielte im unwichtigen letzten Spiel gegen De Abasin Sape (3:0) sein Stellvertreter Ali Jobair.
In seiner zweiten Saison verlor Haidari seinen Stammplatz an Neuzugang und Nationaltorwart Hamidullah Yousufzai und kam daher nur auf einen Ligaeinsatz im Halbfinal-Rückspiel gegen Tofan Harirod (3:0), nachdem Yousufzai wegen einer Unsportlichkeit im Hinspiel (0:2) für ein Spiel gesperrt wurde. Am Ende der Saison wurde man nach einem 3:1-Sieg im Finale gegen Simorgh Alborz afghanischer Meister.
Da er für sich keine Perspektiven auf einen Stammplatz bei Shaheen sah, wechselte er zur Saison 2014 zum Ligakonkurrenten De Spinghar Bazan. Hier konnte er auf Anhieb in der Stammformation spielen und zeigte gute Leistungen. Die Mannschaft zog bis ins Halbfinale ein, in dem man an seinem alten Verein Shaheen Asmayee scheiterte. Im Spiel um Platz drei gegen De Maiwand Atalan unterliefen ihm zwei Fehler, die jeweils zu einem Gegentor führten, und er wurde deshalb bereits zur Pause durch Ahmad Zohaib Asel Sherzad ersetzt. Dennoch wurde Haidari neben Amanullah Tofan zur Wahl zum besten Torhüter der Saison gestellt.
Zur Saison 2015 wechselte er zu Oqaban Hindukush. Hier war die Saison bereits nach der Gruppenphase zu Ende; der Torwart kam dabei zweimal zum Einsatz. Im Jahr 2016 wechselte er zurück in seine Heimatstadt zu Shaheen Asmayee, wo er sich nun gegen Hamidullah Yousufzai durchsetzen konnte und Stammtorwart wurde. Am Ende der Saison wurde er zum zweiten Mal in seiner Karriere afghanischer Meister.

### Nationalmannschaft
Im Rahmen eines Förderprojekts des Deutschen Olympischen Sportbundes und des Deutschen Fußball-Bundes absolvierte Haidari mit der U-16-Nationalmannschaft Afghanistans im Februar und März 2009 ein zweiwöchiges Trainingslager in der Sportschule Ruit. Im Oktober desselben Jahres nahm die Nationalmannschaft an der Qualifikation zur U-16-Asienmeisterschaft in Kuala Lumpur, Malaysia teil. Nach drei Niederlagen gegen Saudi-Arabien (0:1), Usbekistan (0:4) und Kuwait (0:6) und einem Unentschieden gegen Pakistan (1:1) konnte man sich nicht für die Meisterschaft qualifizieren.
Erstmals für die A-Nationalmannschaft wurde Haidari Ende Mai 2013 für das Spiel gegen Tadschikistan nominiert. Bei der 2:3-Niederlage am 4. Juni wurde er aber nicht eingesetzt.
Im März 2015 wurde Haidari von Trainer Hosein Saleh in den 23-köpfigen Kader der U-23-Nationalmannschaft für die Qualifikationsspiele zur Asienmeisterschaft 2016 berufen. Sein Debüt absolvierte er am 23. März 2015 bei der 0:2-Niederlage gegen Palästina. Dies blieb sein einziger Einsatz, da er für die folgenden Spiele durch Hamidullah Haji Abdullah ersetzt wurde.
Im Februar 2017 wurde Haidari erstmals seit fast vier Jahren wieder für die A-Nationalmannschaft nominiert und gehört seitdem als dritter Torwart zum Stammkader des Teams.

## Beachsoccerkarriere

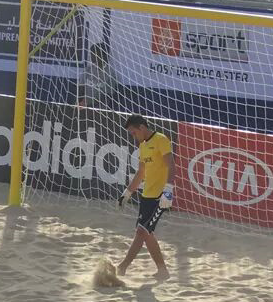
Haidari während des WM-Qualifikationsspiels gegen Bahrain (2013)

Unter dem Namen Ghulam Mujtaba Haidari spielt der Torwart in der afghanischen Beachsoccer-Nationalmannschaft. Er nahm an den Asian Beach Games 2012 in Haiyang, Volksrepublik China teil und konnte gute Leistungen zeigen. Dennoch schied man nach Niederlagen gegen das Gastgeberland China (4:6), Vietnam (3:4) und Kuwait (0:7) bereits in der Gruppenphase aus.
Im Jahr 2013 folgte die Teilnahme an der Asienmeisterschaft, die gleichzeitig als Qualifikation zur Beachsoccer-Weltmeisterschaft fungierte. Trotz guter Leistungen Haidaris und einem 7:3-Sieg gegen Katar konnte man sich nach Niederlagen gegen Oman (0:7) und Australien (4:6) in der Gruppe nicht durchsetzen. Nach einer 2:5-Niederlage im Spiel um Platz 9 gegen Bahrain konnte man sich den 11. Platz nach einem 3:0-Sieg gegen Saudi-Arabien sichern.
Am 2. September 2014 wurde er für die Asian Beach Games in Phuket, Thailand nominiert. Afghanistan zog sich aber vor Turnierbeginn zurück. 2016 erreichte Haidari mit der Nationalmannschaft den vierten Platz bei den Asian Beach Games. Ferner nahm er an der Beachsoccer-Asienmeisterschaft 2017 teil.

## Erfolge
Shaheen Asmayee
- Afghanischer Meister: 2014, 2016

Afghanistan Beachsoccer
- Vierter Platz bei den Asian Beach Games: 2016